# Athyrium kenzo-satakei
Athyrium kenzo-satakei là một loài thực vật có mạch trong họ Woodsiaceae. Loài này được Sa. Kurata miêu tả khoa học đầu tiên năm 1958.